# Pseudonepanthia troughtoni
Pseudonepanthia troughtoni is een zeester uit de familie Asterinidae.
De wetenschappelijke naam van de soort werd in 1934 gepubliceerd door Arthur A. Livingstone.